# Polygala myurus
Polygala myurus är en jungfrulinsväxtart som beskrevs av Chod.. Polygala myurus ingår i släktet jungfrulinssläktet, och familjen jungfrulinsväxter. Inga underarter finns listade i Catalogue of Life.